# Секретные материалы (альбом)
«Секретные материалы» — первый трибьют-альбом группе «Секрет». Выпущен в 2003 году лейблом CD Land Records. Специально для этого альбома Максим Леонидов написал песню «Ничего не исчезает». Это единственная песня в исполнении самой группы «Секрет», вошедшая в альбом. Остальные песни исполнены другими коллективами.
В феврале 2003 группа Ber-Linn попала в эфир радио «Максимум» с кавер-версией песни из трибьюта «Моя любовь на пятом этаже». Спустя несколько недель они оказались на вершине «Хит-парада двух столиц» радио «Максимум» и не покидали десятку лучших в течение полугода. А в апреле 2003 был выпущен клип на песню «Моя любовь на пятом этаже», в конце которого появился музыкант группы «Секрет» Максим Леонидов. Клип попал на канал MTV и держался на вершине хит-парада в течение нескольких месяцев (режиссёр — Богдан Дробязко).
В августе 2023 года вышел второй трибьют-альбом группе, представляющий собой саундтрек мюзикла «Ничего не бойся, я с тобой» по песням «Секрета». Кавер на песню «Ничего не исчезает» вошёл в мюзикл и в саундтрек к нему.

## Список композиций
Музыка и слова песен — Максим Леонидов и Николай Фоменко, кроме отдельно указанных:
| №   | Название                        | Слова                         | Музыка            | Исполнитель                | Оригинальный альбом                  | Длительность |
| 1.  | «Ничего не исчезает»            | Максим Леонидов               | Леонидов          | Секрет                     |                                      | 4:00         |
| 2.  | «Домой»                         |                               |                   | Николай Расторгуев и Любэ  | «Ленинградское время» (1989)         | 4:00         |
| 3.  | «Привет»                        | Дмитрий Рубин                 | Леонидов          | Машина времени             | «Секрет» (1987)                      | 3:40         |
| 4.  | «Алиса»                         | Рубин                         | Леонидов          | Сплин                      | «Ты и я» (1984)                      | 3:33         |
| 5.  | «Твой папа был прав»            |                               |                   | Ленинград                  | «Секрет»                             | 3:02         |
| 6.  | «Тысяча пластинок»              | Рубин                         | Леонидов          | Ногу свело!                | «Ты и я»                             | 3:27         |
| 7.  | «Морские Волки»                 |                               |                   | Ва-Банкъ                   | «Бит-квартет „Секрет“» vol. 2 (1994) | 3:40         |
| 8.  | «Блюз бродячих собак»           |                               |                   | Евгений Маргулис           | «Ленинградское время»                | 3:39         |
| 9.  | «Моя любовь на пятом этаже»     | Леонидов, Фоменко, Виктор Гин | Леонидов, Фоменко | Ber-Linn                   | «Секрет»                             | 3:03         |
| 10. | «Зенит — чемпион!!!»            | Леонидов, Фоменко             | Чак Берри         | Сети                       |                                      | 3:01         |
| 11. | «Арина-балерина»                |                               |                   | Валерий Сюткин             | «Сердце северных гор» (1988)         | 4:38         |
| 12. | «Твой папа был прав»            |                               |                   | Сергей Галанин             | «Секрет»                             | 3:11         |
| 13. | «Ленинградское время»           |                               |                   | Чиж & Co                   | «Ленинградское время»                | 5:45         |
| 14. | «Беспечный ездок»               |                               |                   | Чайф                       | «Ленинградское время»                | 4:41         |
| 15. | «Вниз по течению»               |                               |                   | Владимир Пресняков         | «Секрет»                             | 3:39         |
| 16. | «Одна в трёхкомнатной квартире» |                               |                   | Вячеслав Бутусов и Ю-Питер | «Ленинградское время»                | 4:20         |
| 17. | «Я люблю буги-вуги»             | Майк Науменко                 | Науменко          | Ленинград                  | «Секрет»                             | 2:36         |